# دانيال مكمان (لاعب رماية)
دانيال مكمان (بالإنجليزية: Daniel McMahon)‏ هو لاعب رماية أمريكي، ولد في 16 فبراير 1890 في نيويورك في الولايات المتحدة، وتوفي بنفس المكان في 20 سبتمبر 1927.

## وصلات خارجية
- دانيال مكمان على موقع أوليمبيديا (الإنجليزية)